# Congreso de Tucumán (subte de Buenos Aires)
La estación Congreso de Tucumán es la terminal noroeste de la línea D de la red de subterráneos de la Ciudad de Buenos Aires. Se encuentra localizada debajo de Avenida Cabildo entre la Avenida Congreso y la calle Ugarte, en el límite de los barrios de Belgrano y Núñez.
Posee una tipología subterránea con un andén central y dos vías. Posee un vestíbulo superior que conecta las plataformas con los seis accesos en la calle mediante escaleras, escaleras mecánicas y ascensores; además posee indicaciones en braille en gran parte de sus instalaciones y servicio de Wi-Fi público.

## Historia
Diseñada por el estudio de arquitectura Antonini-Schon-Zemborain, su inauguración se realizó el jueves 27 de abril de 2000, con la presencia del entonces presidente Fernando de la Rúa y el Jefe de Gobierno de la Ciudad, Enrique Olivera. La inversión que demandó la extensión de la línea se estima en unos 14 millones de pesos. En su momento, el vestíbulo y los andenes fueron uno de los más grandes de la red.
En junio de 2015, se agregaron dos nuevos accesos para conectar la estación con el Metrobús Cabildo.

## Decoración
Un rasgo distintivo que caracteriza la estación, es la numerosa cantidad de obras de arte que se pueden apreciar. Entre ellas, se cuentan 16 bustos, entre los que se incluyen uno de Jorge Luis Borges y otro de Carlos Gardel. Se exponen también vitrinas con objetos históricos aportados por los museos porteños Pettoruti, Saavedra, José Hernández, y por el Museo Histórico Nacional.

## Hitos urbanos
Se encuentran en las cercanías de esta:
- Plaza Alberti
- Sede Comunal 13
  - Defensoría del niño
- Embajada de Túnez
- Instituto de Biología y Medicina Experimental
- Escuela Técnica N.º 28 República Francesa
- Museo "Casa de Yrurtía"
- Asociación Metropolitana de Tenis Adaptado

## Imágenes

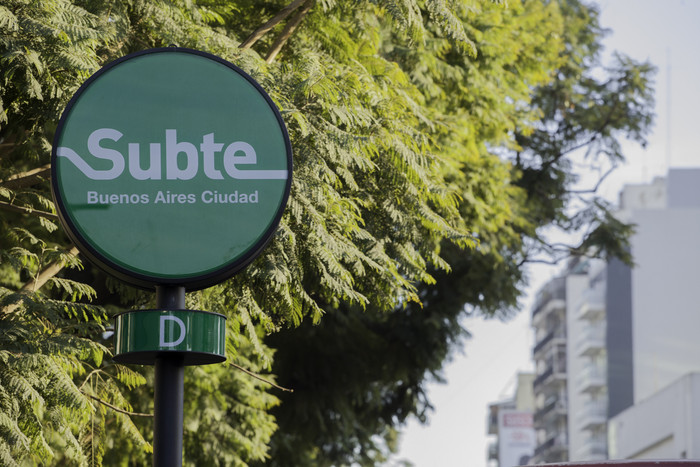
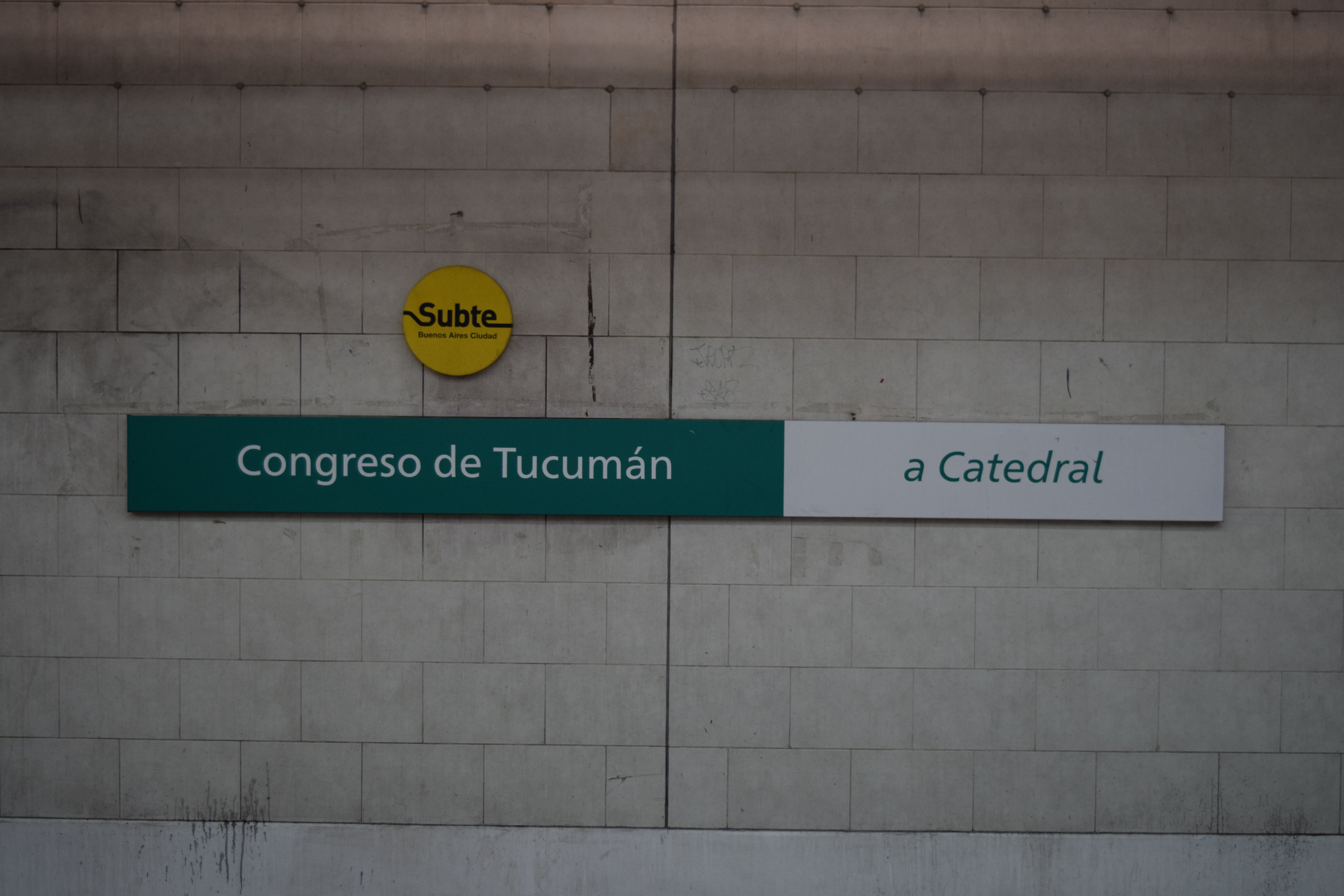
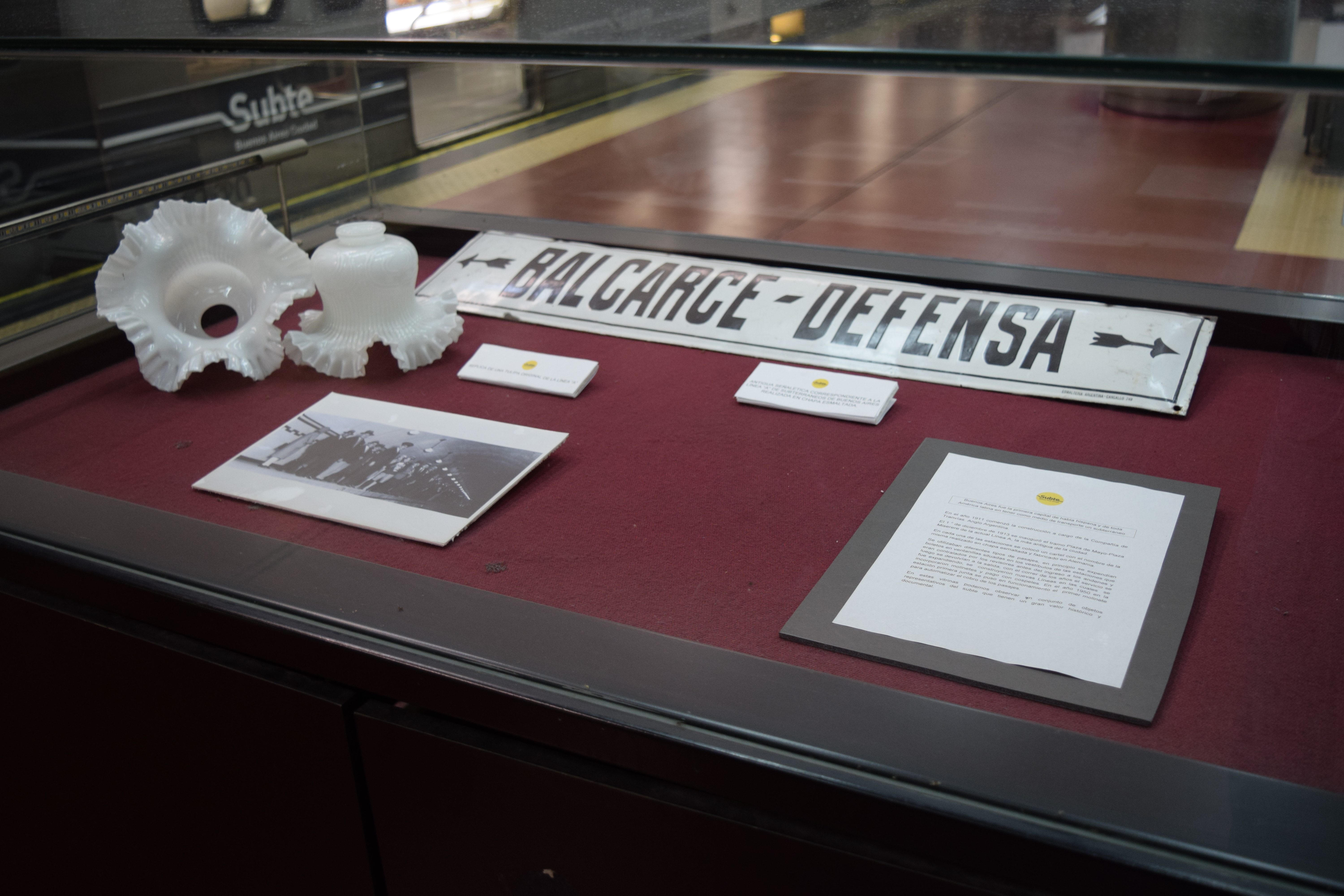
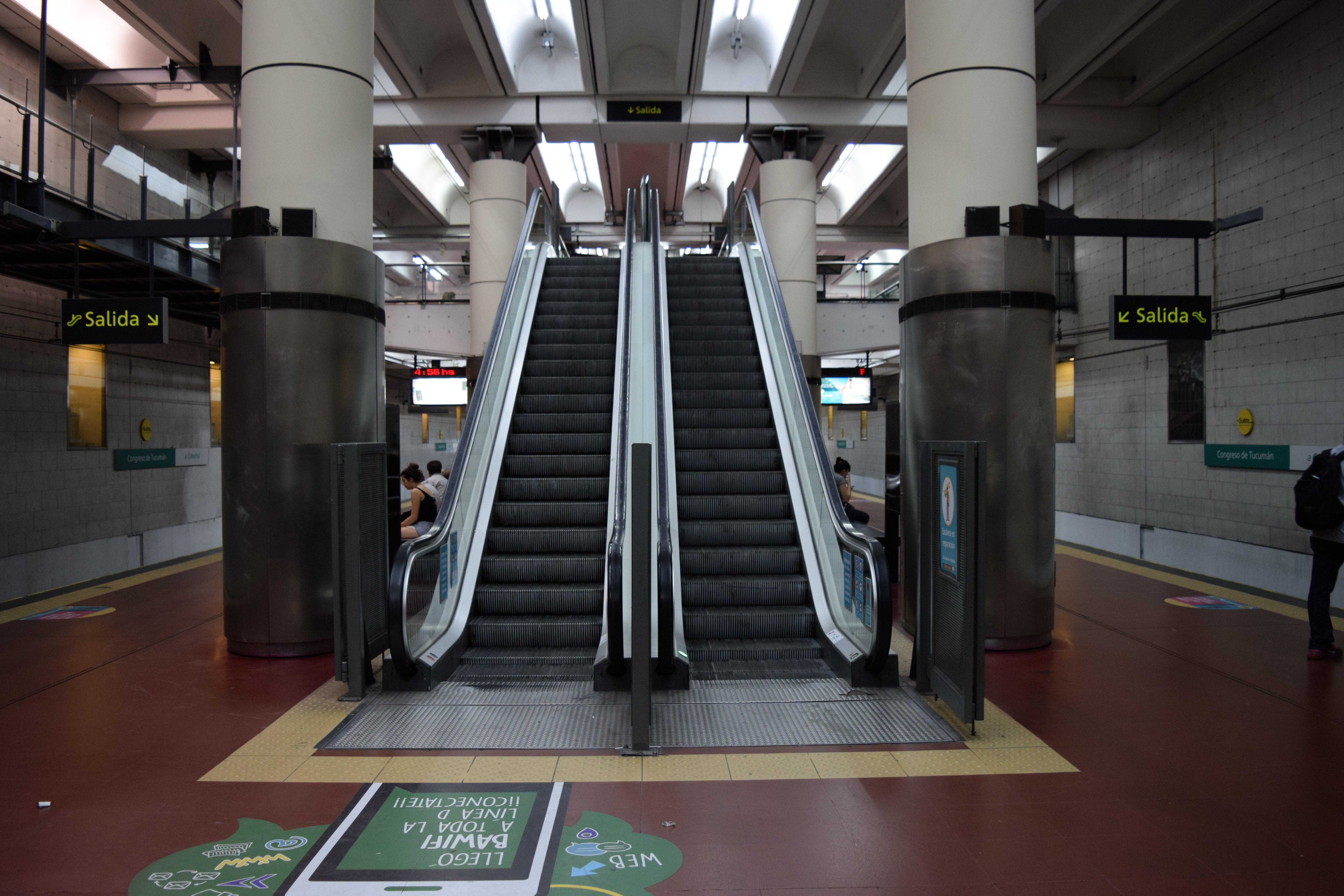
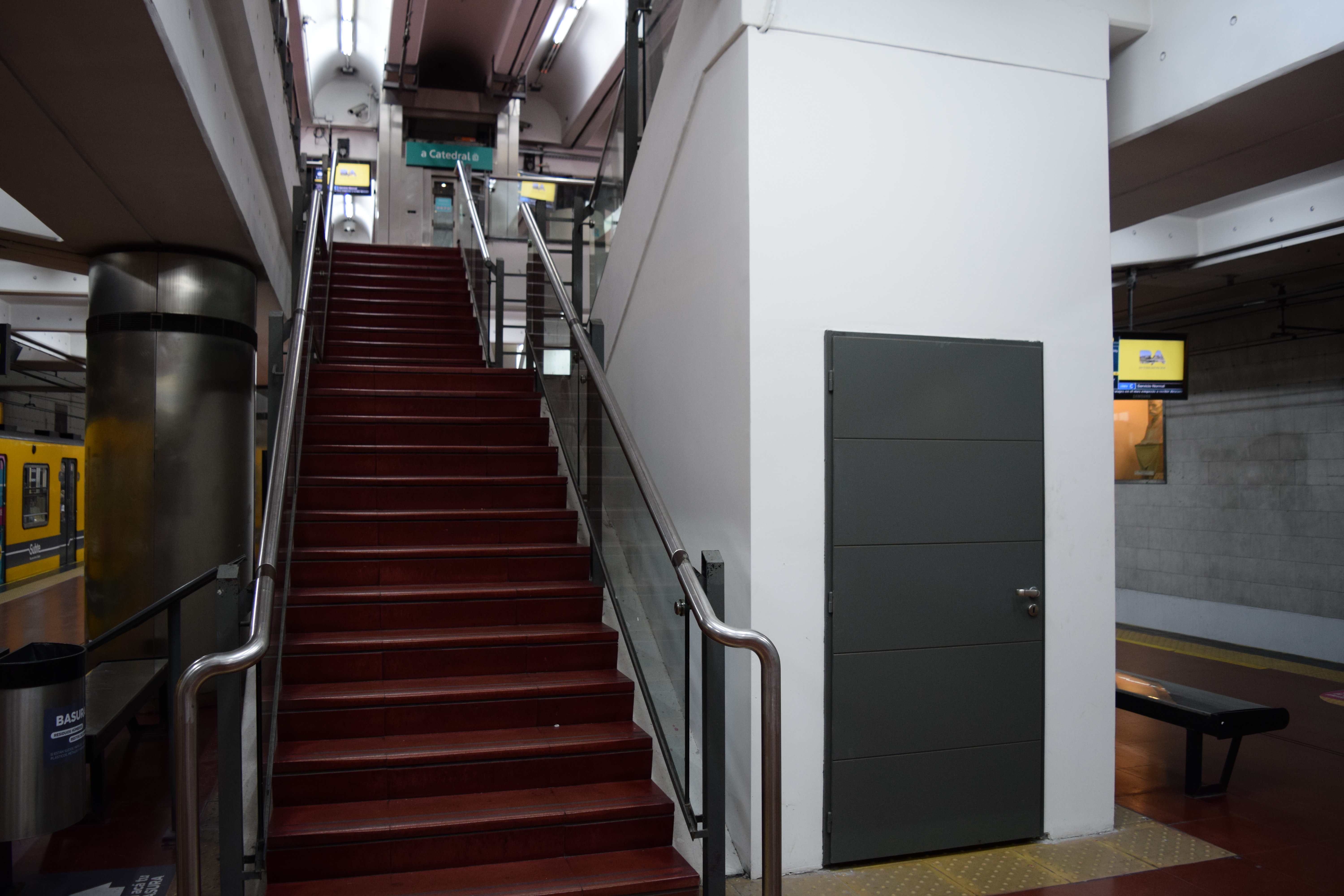
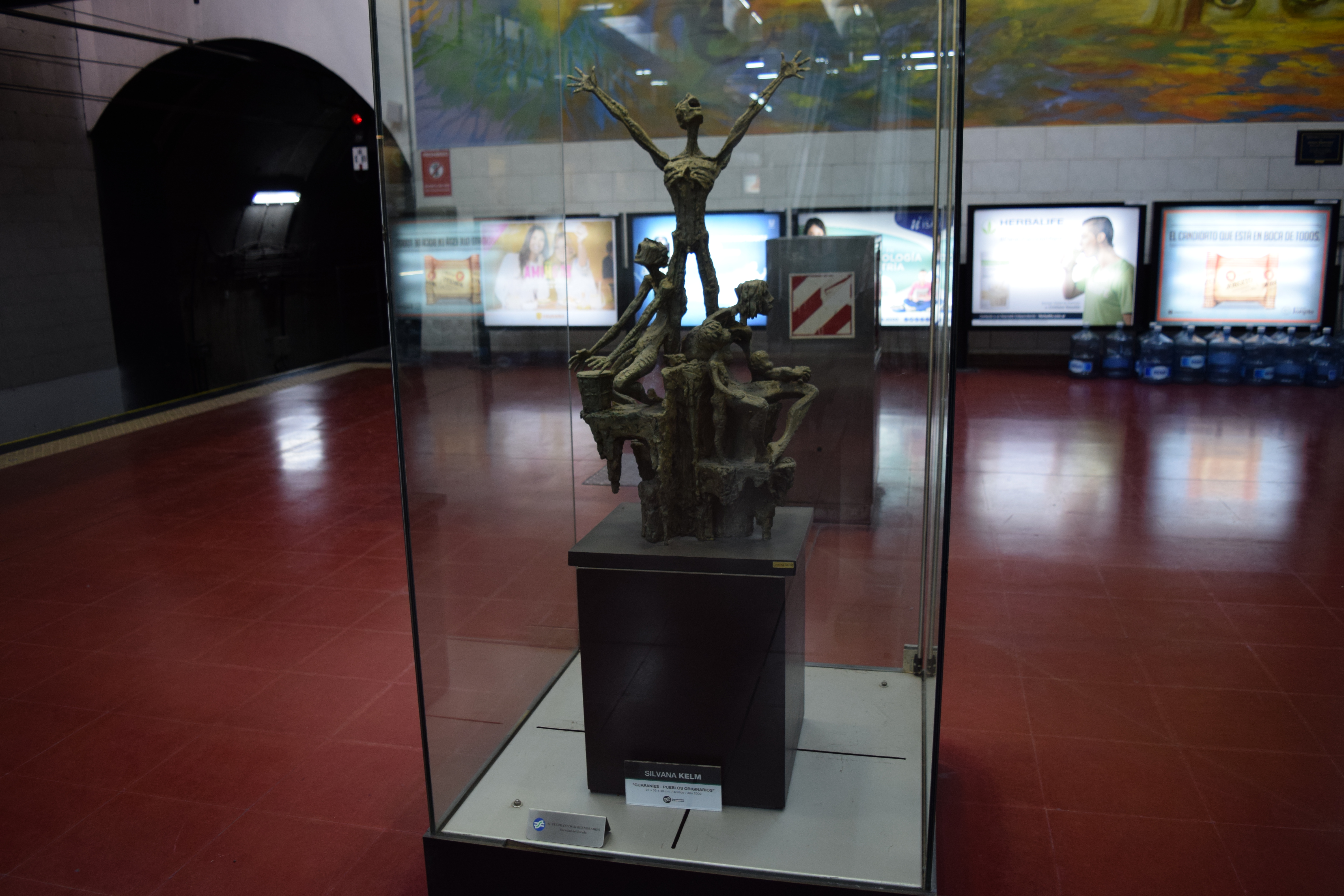
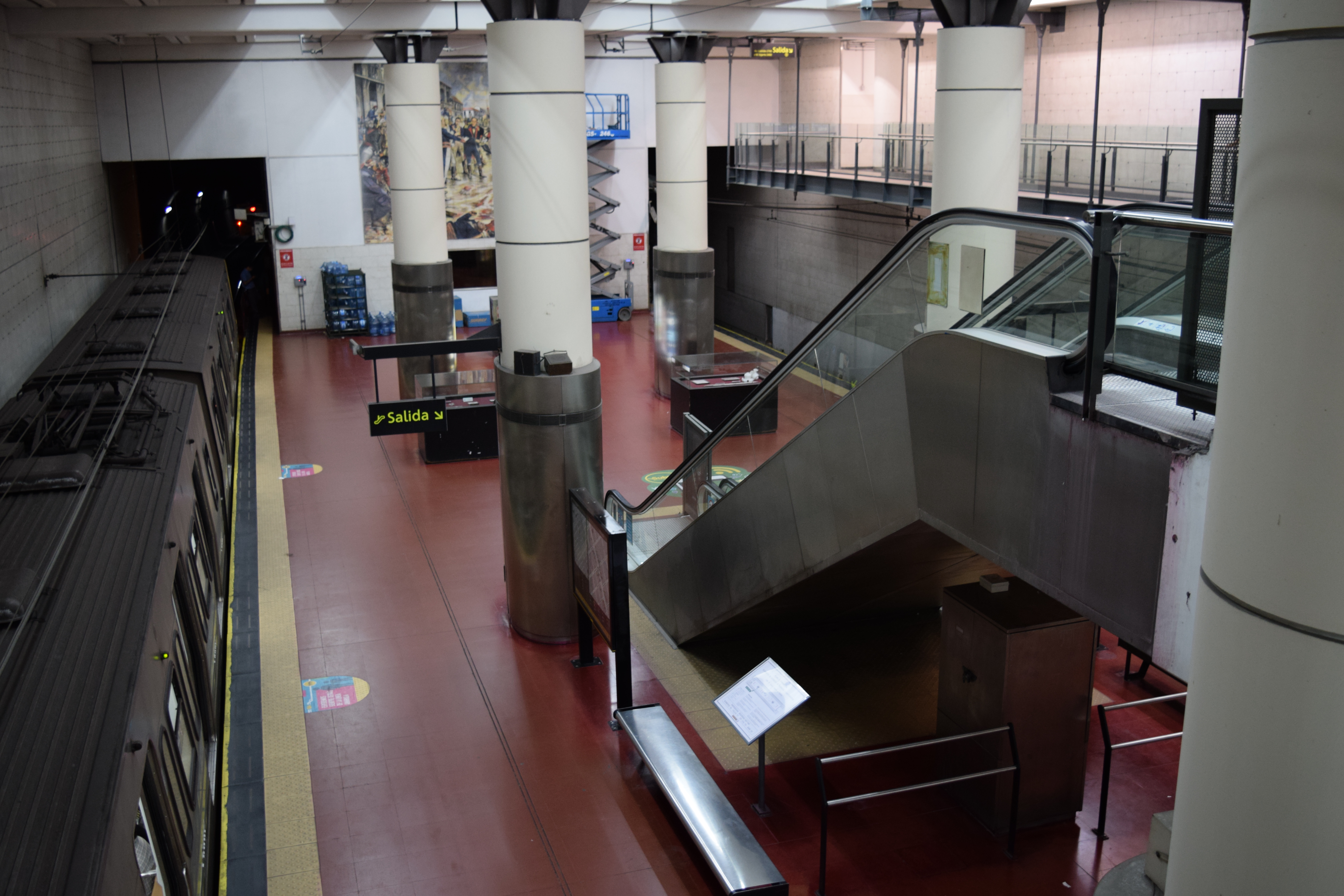